# Alina Mansur
Alina Danelle Mansur (sinh ngày 26 tháng 9 năm 1991 tại Oranjestad, Aruba) là một người mẫu người Aruba và chủ nhân cuộc thi sắc đẹp, người đã đăng quang Hoa hậu Argentina 2017 và đại diện cho đất nước của cô tại Hoa hậu Hoàn vũ 2017.

## Cuộc sống ban đầu
Mansur tốt nghiệp ngành Quản trị và Quản trị Kinh doanh tại Đại học Quốc tế Florida ở Miami, Florida.

## Cuộc thi sắc đẹp

### Hoa hậu Argentina 2017
Mansur đã tham gia cuộc thi Hoa hậu Argentina 2017. Cô đại diện cho Argentina tại cuộc thi Hoa hậu Hoàn vũ 2017.

### Hoa hậu Hoàn vũ 2017
Mansur sẽ đại diện cho Argentina tại Miss Universe 2017, nơi cô đã bị đánh bại bởi Demi-Leigh Nel-Peters của Nam Phi trong các cuộc thi sắc đẹp Hoa hậu Hoàn vũ 2017.